# Agencia Regional para la Lengua Friulana
La Agencia Regional para la Lengua Friulana (ARLeF: Agjenzie Regjonâl pe Lenghe Furlane) es el ente instrumental de la Región Autónoma Friuli-Venecia Julia que coordina las actividades relacionadas con la protección y la promoción de la lengua friulana en el territorio regional. Desempeña una función clave en la aplicación de la normativa sobre la lengua friulana detallada especialmente en la ley n.º 482 del 15 de diciembre de 1999, en materia de «Normas de protección de las minorías lingüísticas históricas», en la ley regional n.º 15 del 22 de marzo de 1996 (Normas para la protección y la promoción de la lengua y de la cultura friulana e institución del servicio para las lenguas regionales y minoritarias) y en la ley regional n.º 29 del 18 de diciembre de 2007 (Normas para la protección, la valorización y la promoción de la lengua friulana).
La Agencia es un ente regional, dotado de personalidad jurídica pública y de autonomía administrativa y financiera, que forma parte del Comparto unico del pubblico impiego (Sección única del empleo público) de Friuli-Venecia Julia. Fue creada mediante la Ley regional n.º 4 del 26 de febrero de 2001 (art. 6) y sus actividades empezaron en 2005 tras la aprobación de su Estatuto (D.P.Reg. n. 0102/Pres. del 19 de abril de 2005).
La Agencia proporciona asesoramiento lingüístico a sujetos públicos y privados y realiza acciones para promover la presencia y el uso de la lengua friulana en los principales ámbitos de la vida social, como la familia, la escuela, los medios de comunicación, las nuevas tecnologías, la administración pública, la investigación científica, los espectáculos y las artes, la cultura y el mundo laboral.
La Agencia desempeña sus funciones mediante:
a) actividades directas;
b) contribuciones a sujetos públicos o privados muy cualificados;
c) formas de colaboración con organismos públicos y privados que trabajan para el conocimiento, la difusión y el uso de la lengua friulana;
d) creación de becas.

## Órganos
Son órganos de la Agencia el Consejo de Administración, el Comité técnico-científico, el presidente y el Revisor único de cuentas.
Consejo de Administración
El Consejo de Administración es nombrado por decreto del Presidente de la Región, previa deliberación de la Junta regional, y está compuesto por cinco miembros, tres de los cuales son propuestos por el Consejero regional para la protección de la lengua friulana y uno de ellos es el presidente, uno es nombrado por el Consejo de los gobiernos locales, elegido por los representantes de los entes locales en virtud de la Ley n.º 482 del 15 de marzo de 1999 en materia de «Normas de protección de las minorías lingüísticas históricas» y el quinto es nombrado por la Universidad de Údine. La Junta regional elegirá, entre los componentes del Consejo de Administración nombrados, al Presidente de la Agencia. El presidente preside las reuniones del Consejo de Administración, coordina la actividad de la Agencia y es su representante legal.
El Consejo de Administración desempeña las siguientes funciones:
- adopción del proyecto de presupuesto, del programa anual de actividades de la Agencia y de las cuentas finales de la Agencia;
- aprobación de los actos de dirección para alcanzar los objetivos del Ente;
- aprobación de las propuestas de modificaciones estatutarias de la Agencia, que deben someterse a la Región para su aprobación;
- nombramiento del Comité técnico-científico;
- aprobación de los reglamentos.

Comité técnico-científico
El Comité técnico-científico está compuesto por ocho eruditos, docentes u operadores con una gran experiencia en la planificación y realización de iniciativas para la enseñanza y la difusión de la lengua friulana, para la promoción de su uso en todos los ámbitos de la comunicación y de la vida moderna.
Los componentes del Comité son nombrados por el Consejo de Administración por un periodo de tres años y pueden volver a ser elegidos.
La composición del Comité debe garantizar la representación equilibrada de competencias disciplinares y especialmente de:
- expertos en lingüística con referencia especial a la planificación lingüística;
- expertos en didáctica de la lengua friulana y en la lengua friulana misma;
- expertos en el uso de la lengua friulana en los medios de comunicación de masas;
- expertos en el uso de la lengua friulana en la producción artística, musical y multimedia.

El Comité técnico-científico desempeña las funciones siguientes:
- apoya al Consejo de Administración para elaborar el programa anual de actividades de la Agencia;
- apoya al Consejo de Administración para elaborar el Plan general de política lingüística para la lengua friulana y, una vez al año, para establecer las prioridades de intervención, según las disponibilidades financieras;
- desempeña una actividad constante de asesoría técnico-científica para la Agencia;
- desempeña cualquier otra función prevista por la normativa regional y por los Reglamentos de la Agencia.

Revisor único de cuentas
El Revisor único de cuentas es nombrado, a propuesta del Asesor competente para la protección de la lengua friulana, mediante decreto del Presidente de la Región. El Revisor único de cuentas ejerce funciones de control, permanece en funciones tres años desde la fecha de nombramiento y puede volver a ser elegido solo una vez.

## Estructura operativa
La estructura operativa de la Agencia está compuesta por el director, la Oficina de Dirección y el Equipo técnico-científico.
El Director supervisa la aplicación de los planteamientos programáticos indicados por los órganos de administración de la Agencia y, en este ámbito, desempeña las siguientes funciones:
- es responsable de la ejecución de las deliberaciones y de las disposiciones de los órganos del Ente y aplica las indicaciones y los objetivos establecidos por el Consejo de Administración;
- participa en las reuniones del Consejo de Administración y del Comité técnico-científico;
- dirige al personal de la Oficina de Dirección y al Equipo técnico-científico además de coordinar sus actividades.

La Oficina de Dirección es dirigida por el director, desempeña tareas de gestión y cuenta con empleados propios y con una plantilla proporcionada por la Región u otras Administraciones públicas.

## Ventanilla lingüística regional para la lengua friulana
Mediante la Ventanilla lingüística regional para la lengua friulana, ARLeF ofrece servicios de asesoría lingüística y toponimia, traducción escrita, información y orientación con respecto a la lengua friulana.  Se proporcionan servicios para todos los entes locales, los entes instrumentales y los concesionarios de servicios públicos incluidos en el territorio de referencia. Además, se puede otorgar el servicio a los particulares si está en consonancia con las directrices de la política lingüística regional. La ventanilla tiene una Sede Central y cuatro Sedes descentralizadas que cubren todo el territorio de habla friulana.

## Proyectos realizados por ARLeF
La Agencia desempeña una serie de actividades en varios  ámbitos de la vida social. A continuación se indican algunos proyectos de gran importancia, divididos por sector.

### Familia
Crescere con più lingue (Crecer con varios idiomas): se trata de un proyecto realizado en colaboración con los Centros de salud del territorio de habla friulana cuyo objetivo principal es dar a conocer a los nuevos padres las múltiples ventajas cognitivas y meta cognitivas de una educación plurilingüe. Además, el proyecto pretende luchar contra los prejuicios que, aún hoy, pueden jugar un papel importante en la elección de procesos educativos plurilingües. Finalmente, Crescere con più lingue promueve las características culturales y lingüísticas del territorio regional, además de su «multilingüismo natural».

### Nuevas tecnologías
La Agencia ha creado varias herramientas informáticas que facilitan el uso escrito de la lengua friulana según las normas de la grafía oficial (en virtud de la L.R. 15/96, art. 13). En la página web de ARLeF están a disposición de los usuarios las siguientes herramientas:
- el Grande Dizionario Bilingue Italiano – Friulano (Gran Diccionario Bilingüe Italiano – Friulano), el diccionario más completo por lemas y descripciones actualmente a disposición para la lengua friulana (está disponible también la APP para tabletas y teléfonos inteligentes);
- el Correttore Ortografico Friulano (Corrector ortográfico Friulano) para analizar un texto escrito y encontrar eventuales errores de ortografía, con sugerencias sobre las posibles correcciones;
- el Tastiera Friulana Semplice (Teclado Friulano Simple), un programa que permite escribir de manera rápida en friulano, simplificando la introducción de los acentos y de los caracteres especiales, gracias a una rápida combinación de teclas.

### Niños
Maman! – el primer programa de televisión para niños en friulano. Además, la Agencia ha realizado la versión friulana de varios dibujos animados, entre los cuales Omenuts, Tui e Tuie y Rite e Cjossul. En la página web del Ente se encuentra también una parte lúdico-didáctica dedicada a los más pequeños.

### Escuela
Pavee. La magjie dal furlan (Pavee. La magia del friulano) – campaña institucional de información y sensibilización para los padres de niños en edad preescolar y escolar, para aprovechar la enseñanza de la lengua friulana que se ofrece a sus hijos. Ellos podrán elegir esta opción en el momento de su inscripción en el jardín de infancia, en la escuela primaria y secundaria de primer nivel.

### Historia y cultura
Fieste de Patrie dal Friûl (Fiesta de la Patria de Friuli) – desde 2015, tras la aprobación de la Ley Regional n.º 6 del 27 de marzo, cuyo objetivo es recordar y valorar los orígenes, la cultura y la historia de la autonomía del pueblo friulano, ARLeF apoya la celebración oficial de la Fiesta y de los más de 100 eventos relacionados con la misma y organizados por los Entes locales del territorio de habla friulana el 3 de abril de todos los años. Las celebraciones evocan el 3 de abril de 1077 cuando se decretó el nacimiento del Estado Patriarcal friulano, la institución que hasta el siglo XV unió Friuli a muchos otros territorios en un organismo estatal, que alcanzó formas de organización civil muy avanzadas para aquel entonces.
Teatri Stabil Furlan (Teatro Estable Friulano) – el proyecto, destinado a crear un ente de producción teatral en lengua friulana y a unir por primera vez a profesionales de los más cualificados del mundo teatral y cultural friulano, nació gracias a la cooperación entre ARLeF y otros entes como el Ayuntamiento de Údine, Css Teatro stabile di innovazione del Friuli-Venezia Giulia (Css Teatro estable de innovación de Friuli-Venecia Julia), Fundación Teatro Nuovo Giovanni da Udine (Teatro Nuevo Giovanni da Udine), Accademia di arte drammatica «Nico Pepe» (Academia de arte dramático «Nico Pepe»), Società Filologica Friulana (Sociedad Filológica Friulana) e Istitût Ladin Furlan Pre Checo Placerean (Instituto Ladino Friulano Pre Checo Placerean).
Furlan, lenghe de Europe (Friulano, lengua europea) – exposición itinerante que presenta de forma sintética, aunque detallada, el concepto de identidad friulana, explica el contexto sociocultural en el que se desarrolló la lengua y presenta las estrategias de política lingüística realizadas en Friuli.

### Promoción de la lengua
Al dipent di nô (Depende de nosotros) – campaña institucional de información y sensibilización para el uso consciente y cotidiano de la lengua friulana. El proyecto se articula en diferentes fases e involucra varias redes sociales para que los ciudadanos friulanos, sobre todo los más jóvenes, apoyen activamente la lengua friulana.

## Proyectos apoyados por ARLeF
La Agencia apoya la promoción de la lengua friulana en el mundo de la edición, del espectáculo y de la investigación científica gracias a donaciones destinadas, tras la publicación de una convocatoria, a actores públicos y privados para la realización de proyectos específicos.
Entre los múltiples proyectos avalados por ARLeF en los últimos años, se recuerdan por ejemplo:  
- Suns Europe,[7] el festival europeo más importante de las artes escénicas en lengua minoritaria;
- Docuscuele, el «centro de documentación, investigación y experimentación didáctica para la escuela friulana»,[8] para poner en red los proyectos y las competencias relacionadas con la enseñanza de la lengua;
- Lenghis-Ladint,[9] una herramienta didáctica informática utilizada para la enseñanza de la lengua friulana en un contexto plurilingüe con una biblioteca digital y un laboratorio que ofrece muchos ejercicios;
- Free&Ulli, GjatUt, Fameis e Cressi par furlan, 4 colecciones de libros para niños;
- INT/ART,[10] la serie de documentales sobre los jóvenes artistas y creativos que usan la lengua friulana en su producción artística;
- las películas Missus[11] e Predis,[12] sobre la batalla de los curas friulanos para el reconocimiento de la lengua friulana.

## Memorandos de entendimiento
Además, la Agencia suscribió una serie de memorandos de entendimiento y emprendió varias colaboraciones con importantes centros friulanos que desempeñan actividades relacionadas con la promoción de la lengua en todos los sectores de la sociedad. Los protocolos prevén muchas actividades como la traducción de material de información y promoción, la realización de eventos conjuntos, campañas de información plurilingües…
A continuación, algunos ejemplos para comprender el carácter heterogéneo de las colaboraciones activadas: Mittelfest – Festival de música, danza, teatro y artes visuales procedentes de los países de Europa Central; Isontina Ambiente s.r.l. – la sociedad que administra los contratos del servicio medioambiental en 25 ayuntamientos de la provincia de Gorizia; Udinese Calcio S.p.A. (Club de fútbol); FUC – Società Ferrovie Udine-Cividale s.r.l. (Empresa ferroviaria).

## Proyectos europeos
La Agencia ha participado y participa, como socio, en varios proyectos europeos, como por ejemplo:
- ID-COOP – Identidad y cooperativismo en territorios de establecimiento de minorías histórico-lingüísticas,[17] que nació con el objetivo de promover de forma innovadora la relación entre el cooperativismo y las minorías histórico-lingüísticas presentes en las zonas transfronterizas que participan en el proyecto para mejorar su competitividad;
- RUSH – Lenguas minoritarias y horizontes plurilingües,[18] con la colaboración de escuelas y entes de Italia, Croacia y España, donde se encuentran importantes minorías lingüísticas, con el objetivo de crear una guía didáctica (utilizando las lenguas oficiales y minoritarias de las lenguas involucradas en el proyecto) y crear un centro de recopilación y de documentación de los recursos educativos para difundir y compartir materiales educativos plurilingües;
- Eumint (Euroregiones, Migración e Integración),[19] cuyo objetivo es consolidar la cooperación entre las instituciones de la zona transfronteriza entre Austria e Italia, involucrando las regiones de Véneto y Friuli-Venecia Julia, las Provincias autónomas de Trento y Bolzano, los Länder austríacos de Tirol y de Carintia. El objetivo principal es afrontar las dificultades sociales, económicas, políticas y culturales relacionadas con los fenómenos migratorios y consolidar las políticas de integración en las zonas involucradas en el proyecto.

Además, ARLeF forma parte de Network to promote linguistic diversity (NPLD), la red paneuropea activa en el sector de la política y de la planificación lingüística muy apreciada por las instituciones europeas como la Comisión Europea, el Parlamento Europeo y el Consejo de Europa. Se trata de una plataforma operativa creada para apoyar, proteger y promover las lenguas minoritarias y regionales de toda Europa mediante el intercambio de buenas prácticas y la información entre los expertos del sector.
Desde el 1 de julio de 2014, el Consejo regional de la Región Friuli-Venecia Julia forma parte oficialmente del Network y ARLeF es la encargada de la gestión, de la organización y del apoyo a la Región Friuli-Venecia Julia en las actividades del NPLD.